# びわ町
びわ町（びわちょう）は、滋賀県の北東部にかつて存在した町。東浅井郡に属した。
2006年（平成18年）2月13日、長浜市、東浅井郡浅井町と合併して新しく長浜市となり廃止した。
琵琶湖の北部に浮かぶ竹生島もびわ町域であった。

## 地理
- 河川：姉川・高時川（妹川）・田川
- 湖：琵琶湖・早崎内湖
- 島：竹生島

### 隣接していた自治体
- 長浜市
- 東浅井郡：虎姫町、湖北町

## 歴史
- 1956年（昭和31年）9月25日 - 竹生村・大郷村が合併してびわ村が発足。
- 1971年（昭和46年）4月1日 - びわ村が町制施行してびわ町となる。
- 2006年（平成18年）2月13日 - 長浜市・浅井町と合併し改めて長浜市が発足、同日びわ町廃止。

## 産業

### 漁業
- 南浜漁港

### 農業
南浜⇒ぶどう

## 教育
小学校
- びわ町立びわ北小学校（びわ町益田）
- びわ町立びわ南小学校（びわ町川道）

中学校
- びわ町立びわ中学校（びわ町弓削）

## 交通

### 鉄道
- 町内には駅なし
最寄駅 ：長浜駅（長浜市）、虎姫駅（虎姫町）、河毛駅（湖北町）

### 道路
一般国道
- 国道8号

主要地方道
- 滋賀県道44号木之本長浜線

一般県道
- 滋賀県道252号南浜山本高月線
- 滋賀県道254号川道唐国線
- 滋賀県道255号早崎湖北線
- 滋賀県道256号香花寺曽根線
- 滋賀県道272号国友曽根線
- 滋賀県道319号竹生島線
- 滋賀県道331号湖北長浜線（湖周道路＝さざなみ街道）

### 港湾
- 竹生島港
- 早崎港
- 南浜港

## 名所・旧跡・観光
- 竹生島（日本三大弁天のひとつ）
- 奥びわ湖スポーツの森
- 南浜水泳場
- 冨田人形（天保時代から冨田に伝わる人形浄瑠璃。1957年、県選択無形民俗文化財に選択）
- みずべの里 - びわ町の西南にある、ニュータウン。

## メディア
- 「最後の赤紙配達人」（2009年8月10日JNN系列）